# Norbert Meesters

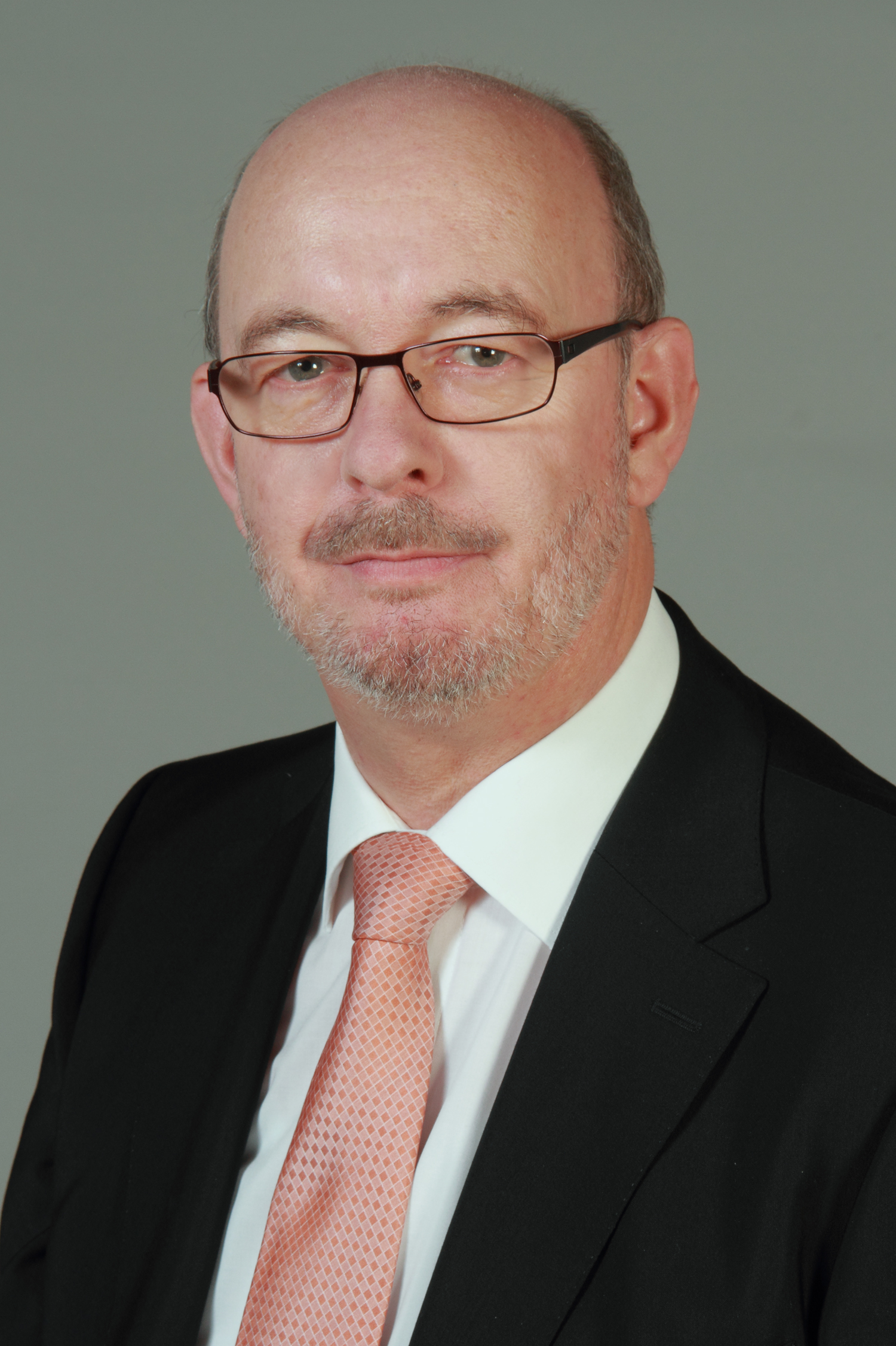
Norbert Meesters (2013)

Norbert Meesters (* 12. Oktober 1957 in Wesel) ist ein deutscher Politiker (SPD) und war Mitglied des Landtags von Nordrhein-Westfalen.

## Biografie
Meesters studierte Sozialpädagogik an der Universität/Gesamthochschule Essen mit Abschluss als Diplom-Sozialpädagoge. Anschließend war er in der Jugendberufshilfe tätig. Danach wechselte er als Medienberater zur WAZ-Mediengruppe. Anschließend kehrte er in der Betreuung Langzeitarbeitsloser in seinen Beruf zurück.

## Politik
Für die Partei Die Grünen wurde er 1984 in den Rat der Stadt Wesel gewählt. 1999 wechselte er zur SPD und war stellvertretender Fraktionsvorsitzender der SPD-Ratsfraktion in Wesel und Vorsitzender des SPD-Ortsvereins Wesel-Mitte/Büderich/Ginderich.
In den Jahren 2010 und 2012 wurde er als Direktkandidat im Landtagswahlkreis Wesel III in den Landtag von Nordrhein-Westfalen gewählt. Er war Mitglied und Sprecher seiner Fraktion im Ausschuss für Klimaschutz, Umwelt, Naturschutz, Landwirtschaft und Verbraucherschutz. Weiterhin war er Mitglied im Ausschuss für Kultur und Medien.
Meesters ist Mitglied des Stiftungsrats des Preußen-Museums Nordrhein-Westfalen und Kuratoriumsmitglied des Kulturraum Niederrhein e.V., der Stiftung Museum Schloss Moyland und der Kunststiftung NRW.